# 桓恵王
桓恵王（かんけいおう、生年不詳 - 紀元前239年）は、中国の戦国時代の韓の君主。名は然。釐王の子。

## 生涯
釐王23年（紀元前273年）、釐王が死去すると、後を嗣いで韓王となった。
桓恵王元年（紀元前272年）、燕を攻撃した。
桓恵王9年（紀元前264年）、秦に陘城など9城を攻め落とされた（陘城の戦い）。
桓恵王10年（紀元前263年）、秦に太行を攻撃された。
桓恵王11年（紀元前262年）、秦に野王を攻め落とされる。この攻撃により飛び地となった上党が趙に降伏した。
桓恵王17年（紀元前256年）、秦の攻撃により陽城・負黍を失陥した。
桓恵王24年（紀元前249年）、秦に城皋・滎陽を攻め落とされた。秦は三川郡を置いた。
桓恵王26年（紀元前247年）、秦の攻撃により上党の地を全て失陥した。秦は太原郡を置いた。
桓恵王29年（紀元前244年）、秦に13城を攻め落とされた。
桓恵王32年（紀元前241年）、韓は魏・趙・楚・燕と合従して秦を攻めたが、敗れた（函谷関の戦い）。
桓恵王34年（紀元前239年）、死去した。在位34年。